# Huixquilucan
Huixquilucan, oficialmente Huixquilucan de Degollado, es una localidad mexicana situada en el Estado de México, cabecera del municipio homónimo. Forma parte de la zona metropolitana del Valle de México.
Antes, el territorio estaba dominado sucesivamente por otomíes, tepanecas, mexicas y acolhuas. Hasta 2005, 2.5% de la población de Huixquilucan habla una lengua indígena.
La palabra Huixquilucan se compone de Huitzquilutl o Huitzquilitl, derivado de Huitzquillutl, cardo comestible, por lo que significa lugar lleno de cardos comestibles. Otro de los significados que se le asignan proviene del otomí Minkanni que significa casa ubicada en un lugar de quelites, en náhuatl Huitzquillocan y en español Huixquilucan.

## Escudo

Escudo de Huixquilucan de Degollado

El escudo o ideograma nahua representa un tepetl o cerro con laterales sinuosos semicirculares. En la cima y en la parte inferior e interior tiene un maguey. Los extremos laterales del escudo representan simbólicamente el campo donde se encajonan y precipitan las aguas.

## Historia
Durante la época prehispánica, el territorio conocido como la región de la Cuautlalpan o sierra de Las Cruces fue habitada por los otomíes. Inicialmente vivieron en las crestas de los cerros, aprovechando la abundante vegetación, se alimentaron de la caza de conejos, liebres, armadillos, ciervos y mapaches, saciaron su sed con el agua que brotaba por doquier y hallaron entre las rocas moradas para sus noches y templos para sus deidades rudimentarias: Macata y Macame; el primero representaba a las montañas, a la lluvia y al poder fecundante. La segunda al poder fecundado, al principio pasivo, a los flores. También adoraban a Otontecutli a la parte más alta de los cerros, en las cuevas y en los enormes monolitos o piedras sagradas.
Los otomíes, una de las razas más antiguas del suelo mexicano, fueron conquistados primero por las civilizaciones olmecas y luego por los nahuatlacos. Los de esta región fueron sometidos por Tlacopan, cuyo dominio abarcaba desde la orilla del lago hasta la cima de las sierras de Las Cruces. Los tecpanecas a su vez fueron derrotados por los mexicas y los acolhuaques y su principal asentamiento pasó a ser Tlacopan, reconocida como uno de los miembros de la Triple Alianza.
Los vecinos inmediatos a los mexicas fueron los primeros en enfrentar las consecuencias de instituciones religiosas. Según el Códice Mendocino, en tiempo de Ixcoatl, al invadir Azcapotzalco es conquistado todo el territorio aledaño a Coaximalpan, Ocoyoacac y Uzquillocan.
Los mexicas no destruían las organizaciones políticas y sociales de los pueblos conquistados, sino que dejaban en el poder a los caciques locales siempre y cuando aceptaran pagar tributos y plegarse a su dominio. En ocasiones imponían sus conceptos religiosos e introducían sus ritos y su lengua, por esta razón los pueblos ostentan nombres en náhuatl como Tecpan, Atliyacac, Xaxalpan, Yetepec, Mexicapan, Texcelucan, Ayotusco y Tecamachalco.
En este tiempo los indígenas solían danzar en honor a sus dioses, especialmente a la Macame, formando grupos que recorrían montañas, valles y pueblos a los que más tarde se les llamó huehuenches.
En el siglo XVI se produce la Conquista, y con ello inicia la etapa colonial. La Conquista abarca de 1519 hasta mediados del siglo y se caracteriza por el triunfo de los intereses particulares de los conquistadores sobre el mundo indígena. Al aliarse los tlaxcaltecas con los españoles, se enfrentaron a los mexicas con apoyo de otros grupos indígenas, ya que Cortés había enviado a varios de sus capitanes a establecer alianzas o dominar militarmente algunos sitios. Muchos pueblos concertaron alianzas inmediatas y en prueba de su apoyo enviaron hombres para luchar contra los mexicas, entre ellos los otomíes de la región de la Cuatlalpan o sierra de Las Cruces.
La historia de Huixquilucan está ligada a Hernán Cortés e Isabel Moctezuma. Cortés ejerció su influencia, aunque de modo indirecto, sobre la catequización de los indígenas y en otorgar en Encomienda Tacuba, a la que pertenecía Huixquilucan.
El Códice Techialoyan de Huixquilucan establece también una relación entre Cortés y el Primer Virrey Antonio de Mendoza, en virtud de sucesos como la llegada de la fe y la confirmación de títulos sobre la tierra, la demarcación de distritos y la asignación de santos patronos como reflejo directo de la congregación; señala además que en 1532 Totoquiahuatzin, gobernador de Tlacopan, acompañado de Chimalpopocatzin, nobles de Huixquilucan, visitó a los tributarios para trasmitirles la fe y repartirles tierras de contribución a las que les asignaron nombres de santos.
En 1580, la orden religiosa de los padres jesuitas creó un colegio de lenguas indígenas que inicialmente se pretendió fundar en Jesús del Monte, donde la orden tenía edificada una casa de descanso, pero el padre Hernán Gómez influyó para que el proyecto se realizara en el pueblo de San Antonio Huixquilucan, aprovechando que la parroquia había quedado vacante por la muerte del cura. Se instaló el colegio de lenguas y en tres meses de establecida la corporación en esta localidad, los padres salían a predicar en otomí, mazahua y matlazinca, pero la orden decidió trasladarse al pueblo de Tepotzotlán.

## Guerra de Independencia
Al estallar la guerra de Independencia de México, Leona Vicario se dedicó a informar a los insurgentes de todos los movimientos que pudieran interesarles y que ocurrían en el virreinato ayudando con sus bienes a la causa libertaria. Descubierta por los realistas emprende la huida rumbo a San Juanico en busca de Joaquín Pérez Gavilán; al no encontrarlo prosigue su marcha al pueblo de San Antonio Huixquilucan que pertenecía a la jurisdicción y alcaldía de Tacuba, permaneciendo del 3 al 10 de marzo de 1813, para ocultarse en diversos jacales, pues la frase “las señoritas andan huyendo por que son alzadas” influyó en los indígenas que temerosos les cerraban sus puertas.
Durante el movimiento de Reforma, una vez que obtuvo permiso del congreso para salir a campaña, el 15 de junio de 1861, el general Santos Degollado al frente de una brigada se movió de Lerma y al llegar al llano de Salazar ocupó en las montañas la posición que creyó oportuna para evitar ser atacado, pero fue sorprendido por Buitrón, que conocedor del terreno puso en fuga a la tropa. A pesar de ello Degollado se batió heroicamente, acompañado de su ayudante Castañeda descendían lentamente la pendiente cuando habiéndose roto la brida a su caballo, se apeo para componerla y entonces fue hecho prisionero: conducido entre filos, un indígena de nombre Félix Neri, le dio un tiro privándolo de la vida. A su muerte portaba un anillo con las armas nacionales en cuya inscripción se leía “Todo por ti”. Su cadáver fue recogido por el general Gálvez que lo condujo a la cabecera, no sin antes efectuar la velación en la casa de Porfirio Arzaluz, en el rincón de San Martín, actual barrio de Ignacio Allende donde manos criminales cortaron el dedo donde portaba el señalado anillo y hurtaron su espada al día siguiente al general Gálvez obligó al cura Ricardo Silva a que le hiciera solemnes exequias, ceremonia en la que don Francisco Schiafino pronunció una oración fúnebre .
Destaca también que los principales jefes conservadores. Marques, Zuloaga, Taboada, Negrete, Arguelles y otros permanecieron en Huixquilucan donde aprovecharon la alarma producida por sus recientes triunfos para extender sus fuerzas hasta el valle de México y batirse después con las tropas del general Parrodi, no sin antes haber provocado más de diez incendios.
La República Restaurada significó para Huixquilucan un panorama alentador con relación a la época de la Reforma. Su población en su mayoría otomí, estaba distribuido en doce barrios, desde el punto de vista político y judicial había un comisario propietario y un suplente, ambos se encargaban de todo lo gubernativo, tanto en el ramo de policía como de poner en práctica y hacer cumplir las leyes. Los asuntos administrativo-judiciales eran atendidos por un juez de paz y solo había en la cabecera. Había cinco comandantes que cuidaban del buen orden en sus barrios, el jefe de policía cumplía con las rondas nocturnas y vigilaba que imperará la seguridad pública.

## Porfiriato
En 1875 por decreto aprobado el 15 de abril y promulgado el 16, se estableció que la cabecera de la municipalidad de Huixquilucan del distrito de Lerma se le denominaría en lo sucesivo Villa de Degollado.
Al llamado de las armas el 20 de noviembre de 1910 por Francisco I. Madero le respondieron Isidoro Silva y Macario Gutiérrez, quienes en 1911 reunieron hombres, caballos y armas en los pueblos de La Magdalena Chichicaspa, San Cristóbal Texcalucan y San Bartolomé Coatepec. Varios fueron los enfrentamientos desarrollados en el municipio por zapatistas, federales y carrancistas que lo mismo se encararon en la cabecera, en el cerrito de Santa Cruz, en Zacamulpa o Santiago Yancuitlalpan, San Juan Viejo y cientos de soldados perecieron en los continuos descarrilamientos del ferrocarril en el tramo denominado El Laurel.
Diversos son los acontecimientos suscitados de 1920 a la fecha destacándose el amotinamiento de los indígenas de San Martín, San Miguel, San Melchor y San Juan Viejo, cuya causa fue el desplome de una barda de la plaza Independencia durante un jaripeo y que cortó la existencia del ciudadano Aldegundo Quiroz Gutiérrez, pero el fondo del problema fue la inconformidad del pueblo por las autoridades establecidas. Otro hecho fue la presencia en 1922 del profesor conferencista Máximo Mejía quien gestionó al establecimiento de un gran número de escuelas federales. La llegada en 1928 del sacerdote Ángel María Garibay Quintana, quien en su larga estadía visitó todos los rincones del municipio realizando un amplio estudio denominado Supervivencias de la cultura intelectual precolombina entre los otomíes de Huixquilucan.

## Arte y cultura en Huixquilucan
El Jardín de la Cultura: Este espacio cuenta con el auditorio municipal, la Biblioteca Ángel María Garibay Quintana, así como una zona de juegos infantiles y canchas deportivas. El Jardín de la Cultura tiene la Casa de Cultura Sor Juana Inés de la Cruz, fundada en 1995, donde se imparten talleres de dibujo, pintura, moldeado en plastilina, danza folclórica, danza clásica, violín, piano, guitarra clásica, guitarra popular, batería y teclado. El lugar también cuenta con un foro al aire libre que fue sede en mayo de 2013 del concierto del tenor mexicano Fernando de la Mora. Dentro del mismo complejo, en abril de 2013 fue inaugurado el Museo de Huixquilucan, donde se puede disfrutar desde una exposición sobre fotografía histórica de Huixquilucan hasta exposiciones de arte contemporáneo e internacionales.
Casa de Cultura El Jagüey: Ubicada en la colonia Santiago Yancuitlalpan, este espacio cultural ofrece talleres de pintura, artes plásticas, hawaiiano, yoga y zumba. Recibe 1,200 visitantes al año y ofrece exposiciones de artes plásticas.

## Monumentos históricos
De acuerdo con la Coordinación Nacional de Monumentos Históricos del Instituto Nacional de Antropología e Historia (INAH) en el municipio se localizan 7 inmuebles catalogados como Monumentos Históricos:
1. Estación de Ferrocarril Dos Ríos
2. Capilla de Santa María Magdalena
3. Capilla de San Juan Bautista
4. Parroquia de San Bartolomé
5. Parroquia de San Cristóbal
6. Templo de Santa Cruz
7. Casa Habitación

Estación de Ferrocarril Dos Ríos
La estación Dos Ríos se edificó sobre la línea de México a Laredo de Tamaulipas, la cual fue construida por el antiguo Ferrocarril Nacional Mexicano por medio de la concesión número 10, fechada en 13 de septiembre de 1880.
Capilla de Santa María Magdalena

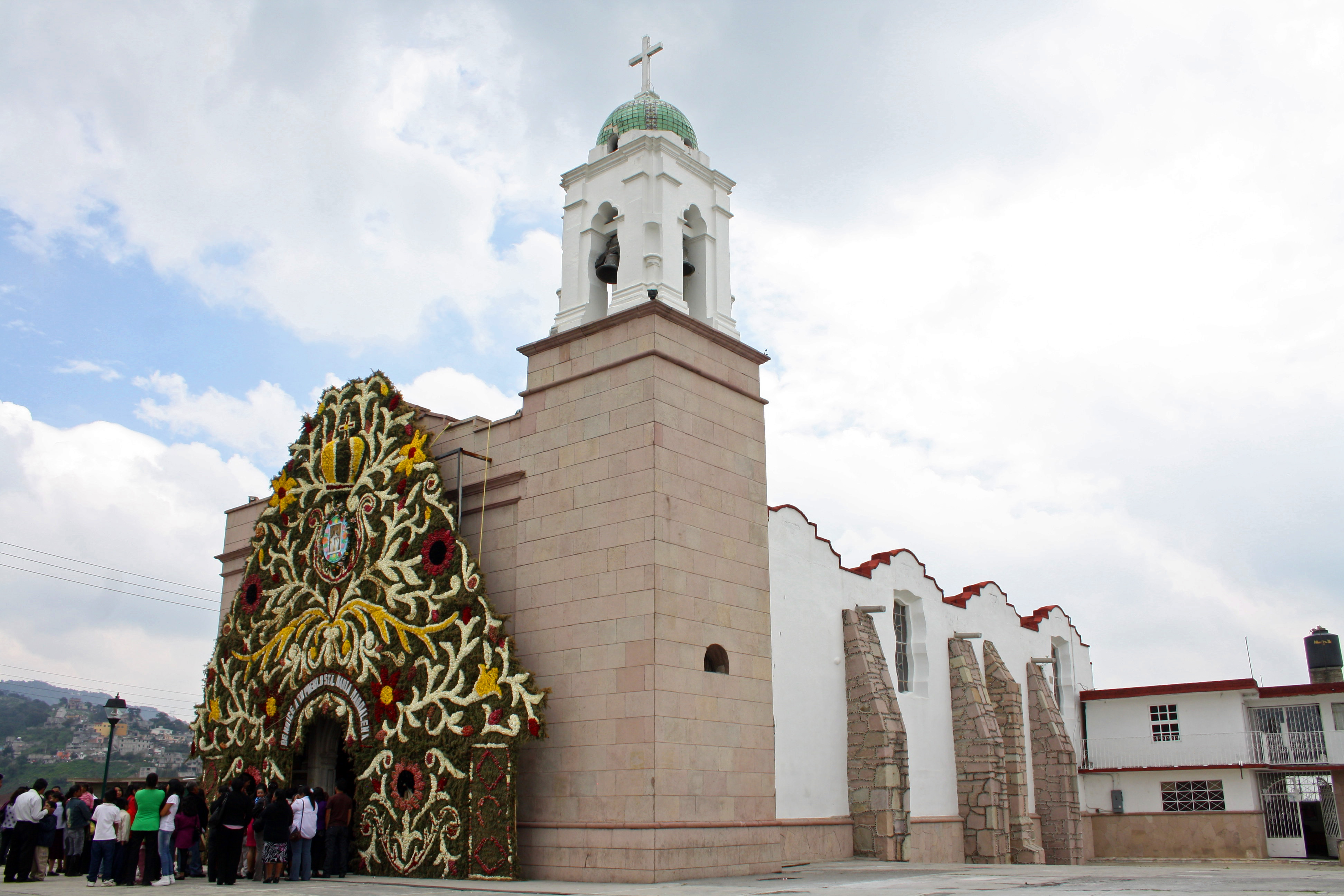
Parroquia de Sta. María Magdalena

La Capilla de Santa María Magdalena es un inmueble religioso construido a inicios del siglo XVIII. Tiene una fachada con cubierta de cantera rosa.
Parroquia de San Antonio de Padua
En el centro de Huixquilucan se encuentra la Parroquia de San Antonio de Padua, edificada en el siglo XVIII, en cuyo atrio fue sepultado el general Santos Degollados en 1861. Este centro religioso fue escenario de la Guerra de Reforma.

### Fiestas patronales
Huixquilucan cuenta con 87 fiestas patronales que se celebran todos los años. Cada festividad varía de acuerdo a la organización de cada población, sin embargo en ninguna falta el colorido de las calles y los fuegos artificiales para conmemorar el festejo y orgullo de su Santo Patrono. Algunas de las fiestas 
| Pueblos y/o barrios         | Fecha                                                                 | Patronos y celebraciones |
| --------------------------- | --------------------------------------------------------------------- | --- |
| Primer cuartel              | 29 de enero o último fin de semana de enero 3 de mayo 11 de noviembre | San Martín Caballero La Santa Cruz Fiesta del Santo Patrón del Pueblo                                                                |
| Segundo cuartel             | Paraje la pcondita del tesoro blanco                                  | 28 de febrero 11 de noviembre 3 de mayo San Miguel Arcángel Encuentro con Primer Cuartel Santa Cruz ayotuxco 3 de mayo La Santa Cruz |
| Tercer cuartel              | 13 de junio 25 de julio 29 de septiembre                              | San Antonio Santiago Apóstol San Miguel Arcángel                                                                                     |
| Cuarto Cuartel              | 13 de junio                                                           | San Antonio |
| Quinto Cuartel              | Último domingo de febrero 24 de junio                                 | San Juan Bautista |
| El Plan                     | 50 días después de Semana Santa                                       | Pentecostés |
| Agua Bendita                | Primera semana de marzo                                               | Jesús Maestro |
| Agua Blanca                 | 30 de mayo                                                            | Sagrado Corazón de Jesús 15 al 19 de junio Niño de la Salud                                                                          |
| El Cerrito                  | 23 al 25 abril 14 septiembre                                          | Las tres caídas La Divina Misericordia                                                                                               |
| El Laurel                   | 25 de marzo                                                           | Virgen de la Semilla |
| La Cañada                   | Último domingo noviembre                                              | Cristo Rey |
| La Cima                     | 12 de diciembre                                                       | Virgen de Guadalupe |
| La Glorieta                 | 2 de febrero                                                          | San Juanita de los Lagos |
| Llano Grande                | 15 de agosto 29 septiembre                                            | Virgen San Juan de los Lagos San Miguel Arcángel                                                                                     |
| San José Huiloteapan        | 19 de marzo                                                           | San José |
| San Bartolomé Coatepec      | 24 de agosto                                                          | San Bartolomé Apóstol |
| San Bartolomé Coatepec      | Tercer domingo de enero                                               | Señor de Esquipulas |
| Las Canteras, Piedra Grande | 12 de diciembre                                                       | Virgen de Guadalupe |
| La Magdalena Chichicaspa    | 22 de julio 8 de diciembre                                            | Santa María Magdalena La Purísima Concepción                                                                                         |
| San Cristóbal Texcalucan    | 25 de julio                                                           | San Cristóbal Mártir |
| Ignacio allende             | 15 de mayo                                                            | San Isidro Labrador |
| Santiago Yancuitlalpan      | 25 de julio y Segundo Domingo de Cuaresma                             | Santiago Apóstol y Señor de la Tranfiguración                                                                                        |
| El Palacio                  | Festividad el cuarto domingo después de Semana Santa                  | Jesús el Buén Pastor |
| Jesus del Monte             | Primer Domingo de Cuaresma                                            | Sr. Jesus del Monte |

## Artesanía y gastronomía

### Artesanía
Huixquilucan es uno de los municipios del Estado de México donde se mantiene la tradición de papelería y cartonería para la elaboración de piñatas. En Huixquilucan también se han realizado ferias de arte popular donde han participado 120 expositores del Estado de México con piezas de barro, cerámica, textiles, hueso y alfarería.

### Gastronomía
Los platillos propios del municipio son el mole de guajolote, el pipián o casamiento con chilacayotes y barbacoa, las popochas en chile verde con vinagretas y la came de cerdo en pasilla. Las bebidas más comunes son el agua, el pulque tlachique (sin fermentar) y el aguardiente de caña.

## Transporte
Por el municipio  pasa la autopista Chamapa-Lechería que indirectamente conecta a Huixquilucan con Naucalpan, Atizapán, Cuautitlán Izcalli y Tultitlán. Esta autopista también dirige hacia el entronque con la carretera a Toluca.
El municipio presenta una franja rural compuesta por pueblos y villas a los cuales es posible llegar mediante una serie de carreteras conectadas a la carretera federal a Toluca.
El municipio cuenta con diversas rutas de transporte dentro del mismo municipio y hacia otros, como Naucalpan y Ocoyoacac, así como algunas delegaciones de la Ciudad de México, como Cuajimalpa y Miguel Hidalgo.
Distintas rutas de la CDMX y del Estado de México brindan el servicio a algunas estaciones del metro como:
- Tacubaya
- Tacuba
- Cuatro Caminos
- Observatorio

### Rutas hacia la Ciudad de México
Estas rutas se distinguen por su cromática verde dictaminada por la Secretaría de Movilidad de la Ciudad de México y por una placa metropolitana asignada al municipio de Naucalpan. Actualmente se usan autobuses de media y alta montaña para cubrir las rutas hacia la Ciudad de México.
Este grupo de rutas es un enlace entre Huixquilucan, La Marquesa, Cuajimalpa, delegación Miguel Hidalgo y la delegación Álvaro Obregón. Éstas deben de obedecer los lineamientos de la Ciudad de México y el Estado de México entidades, incluyendo las tarifas asignadas por ambas entidades.
Las rutas que conectan Huixquilucan con la Ciudad de México son las siguientes:
- Ruta 2 (Unión de Taxistas de Reforma y Ramales Ruta 2, A.C) (series 810 a 820 con base en el metro Chapultepec) (Sustituido por el Corredor Autotransportes Troncales Lomas (ATROLSA) Ruta 132)
- Ruta 4 (Asociación de Propietarios y Autotransportistas de Huixquilucan) (Series 815 a 850 con Bases en Metro Tacubaya y Chapultepec)
- Ruta 76 (Series 800 a 830) (con bases en los metros Tacubaya y Chapultepec)
- Ruta 114 (Monte de las Cruces) (Series Comunes asignadas para autobús urbano de CDMX) (con bases en Tacubaya, Observatorio y Chapultepec)

### Corredor Chapultepec-Palmas (ATROLSA)
Asimismo en reemplazo del servicio que anteriormente brindaba Ruta 2, Por primera vez en su historia el municipio es servido por uno de los nuevos corredores viales de transporte de la CDMX. Por medio de la empresa Autotransportes Troncales Lomas (ATROLSA) Con código de ruta 132 Con las rutas:
- Metro Chapultepec - Tecamachalco/Puente Roto
- Metro Chapultepec - Bosques de las Lomas
- Metro Chapultepec - Bosques de Duraznos
- Metro Chapultepec - Palmas/KM. 14

Para los destinos dentro del municipio como los del vecino Naucalpan, al corredor se le autorizó una pirámide tarifaría especial con precio mínimo de 8.00 pesos y 0.14 centavos. por km. adicional en el Estado de México La cual debe cubrirse en pago exacto en las alcancías recaudadoras habilitadas en las unidades (las cuales no dan cambio). 
En este caso la cromática es la oficial para nuevos corredores de transporte que marca la actual SEMOVI. la cual es blanco con Morado.
Con este corredor este sería el segundo en operar de manera metropolitana.

### Rutas del Estado de México
Se distinguen por la cromática de ajedrez color rosa (regiones Tlalnepantla y Naucalpan) y en algunos casos café o verde (regiones Ocoyoacac y Toluca) pudiendo algunos tener placa metropolitana del municipio de Naucalpan al igual que los Microbuses del distrito federal debiendo también tener la nomenclatura AG Seguida del número de zona así como el número de placa y el logotipo de la organización que presta el servicio.
En estas rutas se usan desde microbuses a gasolina y gas pasando por vans y combis así como autobuses de un tamaño considerable y con características de media y alta montaña.
- Ruta 3 (Organización de Trabajadores de Taxis Colectivos del Estado de México, A.C.)
- Ruta 4 (Asociación de Propietarios y Autotransportistas de Huixquilucan en Magadalena)
- Ruta 9 (Asociación de Propietarios y Operadores y Autotransportistas de Huixquilucan en Agua Bendita y Ramales)
- Ruta 15 (Asociación de Propietarios Operadores y Autotransportistas de Huixquilucan-La Marquesa y Ramales, A.C.)
- Ruta 18 (Asociación de Propietarios Operadores y Autotransportistas de Palo Solo, A.C)
- Ruta 31 (Sociedad Cooperativa Unión de Taxistas en General José María Xinoténcatl, S.C.L.)
- Ruta 71 (Coalición de Trabajadores del Volante del Valle de México, A.C.)
- Ruta 85 (Asociación de Taxistas Colectivos Adolfo López Mateos, Huixquilucan Toreo, A.C.)
- Radios taxis (Auto Transportes de Radio Taxis San Jacinto, A.C.)
- Taxis de La Magdalena Chichicaspa (Asociación Ejidal de Taxistas de La Magdalena Chichicaspa, Bases dentro de La Magdalena Chichicaspa)

## Comunicaciones

### Correos
Inicialmente, el servicio se proporcionó en un local de la presidencia municipal, luego en 1979 comenzó sus funciones como Administración de Correos atendiendo a todo el municipio. Actualmente se cuenta con tres administraciones, la de mayor antigüedad se ubica en calle Hidalgo No. 14 de la cabecera municipal y se encarga de los barrios, pueblos y rancherías. Las colonias populares como San Fernando, El Olivo y La Retama tienen a la administración de la calle Emiliano Zapata esquina Álvaro Obregón, en la colonia Jesús del Monte, Por su parte, los fraccionamientos residenciales (La Herradura, Interlomas, Tecamachalco) son atendidos por la administración de Prado Norte No. 525, colonia Lomas de Chapultepec.

### Teléfonos y telégrafos
Las autoridades municipales contaron con servicio telefónico desde 1887. Durante el movimiento revolucionario iniciado en 1910, las líneas y aparatos fueron destruidos y no fue hasta 1922 que se repararon, funcionando regularmente. 42 años más tarde se instalan dos líneas y una caseta, ésta por conmutador para 50 aparatos colocados unos en las oficinas de la presidencia y el resto entre particulares. Para 1979 aún seguían funcionando con múltiples deficiencias pues las líneas se interrumpían constantemente hasta que se solicitó a Teléfonos de México su automatización. Así el 11 de junio de 1984 el licenciado Alfredo del Mazo González puso en operación el sistema automático en la cabecera. Actualmente, el Directorio Telefónico del Estado de México señala 2,099 líneas con clave 91 728, que abarcan: Allende, Agua Blanca, Yautepec, Magdalena, Texalucan, Coatepec, San Francisco, Santa Cruz y Agua Bendita.
La Red con clave 915 de las zonas popular y residencial cuenta con más de 10,000 líneas. En avenidas principales existen casetas telefónicas.
La oficina de telégrafos se instaló en la cabecera el 25 de junio de 1975, gracias al licenciado Mario Ruiz de Chávez. En ella se envían y reciben telegramas, giros y hasta fax.

### Radio y televisión
En Huixquilucan existe un grupo radiofónico Ga radio. Entre las estaciones que se pueden sintonizar vía internet están: www.radio-fusion.com (pop español e inglés); Tómbola musical (grupera); Oxiradio (electrónica).
Las radiodifusoras en amplitud modulada más escuchadas son Radio Chapultepec, 590, 660, Ondas del Lago, XEMP, Radio Centro, La Consentida, La Poderosa, Radio Universidad, Radio Sinfonola, Romántica, Variedades, Formato 21, Radio Red, Radio Educación, Vida 1470, Radio Mexiquense, 15.30, XEW, Cambio 1440 y la Qué Buena, en frecuencia modulada sintonizan Azul 89, Beat 100.9, Alfa Radio, La Z, estéreo 99.7, Estéreo Rey, Radio Uno, F.M. Globo, Mitz F.M., Radio Universal, etcétera. Los canales de televisión abiertos son el 2, 4, 5, 7, 9, 11, 13, 22, 28, 34 y 40.
Existe una estación de radio local "Radio Fusión Digitalizando tus Sentidos" que lleva varios años al aire, con una programación muy diversa, donde sobresale el Programa "La Balanza" que se transmite los miércoles de 20 a 22 horas, con diversos temas sociales, políticos, económicos y de gobierno.

## Edificios en Huixquilucan

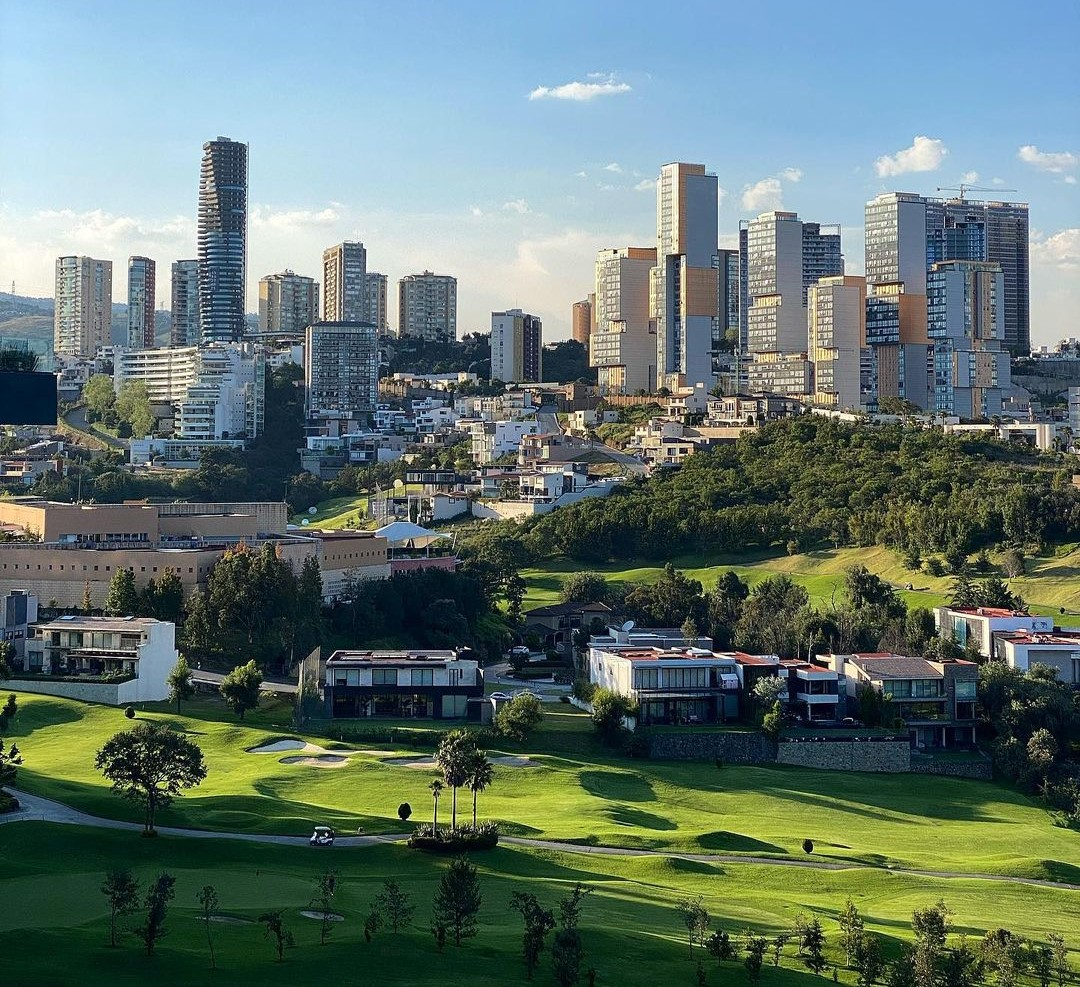
Bosque Real, Huixquilucan, Estado de México

Huixquilucan cuenta con 77 edificios de entre  50 metros y 120 m de altura. El primer edificio de Huixquilucan se construyó en la década de los 90, el edificio Palma Real Torre 1 de 62 metros y 19 pisos. Desde el año 2004, el edificio más alto de Huixquilucan es el Residencial Toledo 3 de 120 metros y 32 pisos.

### CAM ahora EnlaceHXQ
En Huixquilucan se creó el CISEM, Centro Integral de Servicios Municipales en el año 2008 en donde se ofrecen servicios diversos como el trámite para obtener pasaportes, pago de contribuciones, atención ciudadana entre otros. El CISEM cambió su nombre por CAM y se encuentra ubicado en el Centro Comercial Interlomas. 
Las nuevas oficinas de atención ciudadana, disponible desde el 13 de octubre de 2014, se encontrará en el Centro Comercial Andador Interlomas y cambia de imagen a EnlaceHXQ.

## Educación
Huixquilucan cuenta con 92 planteles educativos de preescolar, 86 de primaria, 39 de secundaria y 25 de medio superior. En el municipio también se ubican tres instituciones de educación superior públicas y privadas: la Universidad Anáhuac México Norte, el Instituto Juan Pablo II para la Familia (plantel México) y el Tecnológico de Estudios Superiores de Huixquilucan.
Entre las escuelas privadas en Huixquilucan se encuentran:
- El primer plantel del Campus Poniente (Campus West), anteriormente el Campus La Herradura, del Colegio Alemán Alexander von Humboldt[15]
- Escuela Sierra Nevada Plantel Interlomas[16]
- Colegio Bosque Real Ubicado en el conjunto residencial Bosque Real.
- Colegio El Roble Interlomas[17]
- El campus Huixquilucan de la Wingate School[18]

## Ciudades hermanas
Se encuentra hermanada con:
- Londres, Reino Unido.[19]
- Roatán, Honduras.[19]
- Alajuela, Costa Rica (2000)[20][21][22]
- San Pedro Garza García, México (2005).[23][24]
- Jerusalén Israel (2010).[25][26]
- Naucalpan de Juárez, México (2012).[27][28]
- Shaoxing, China (2012).[29][30]
- Boca del Río, México (2012).[31][32]
- Shenzhen, China (2012).[33][34]
- Eshkol Regional Council, Israel (2013).[35][36]
- Longford, Irlanda 2015.[37]